# Owen Badger
Pour les articles homonymes, voir Badger.

a Compétitions nationales et continentales officielles uniquement.

b Matchs officiels uniquement.
Owen Badger, né le 3 novembre 1871 à Llanelli et mort le 17 mars 1939 dans la même ville, est un joueur de rugby à XV gallois évoluant au poste de centre pour le pays de Galles. Il joue à quatre reprises en sélection nationale. Il change de code et joue au rugby à XIII pour le club de Swinton.

## Carrière

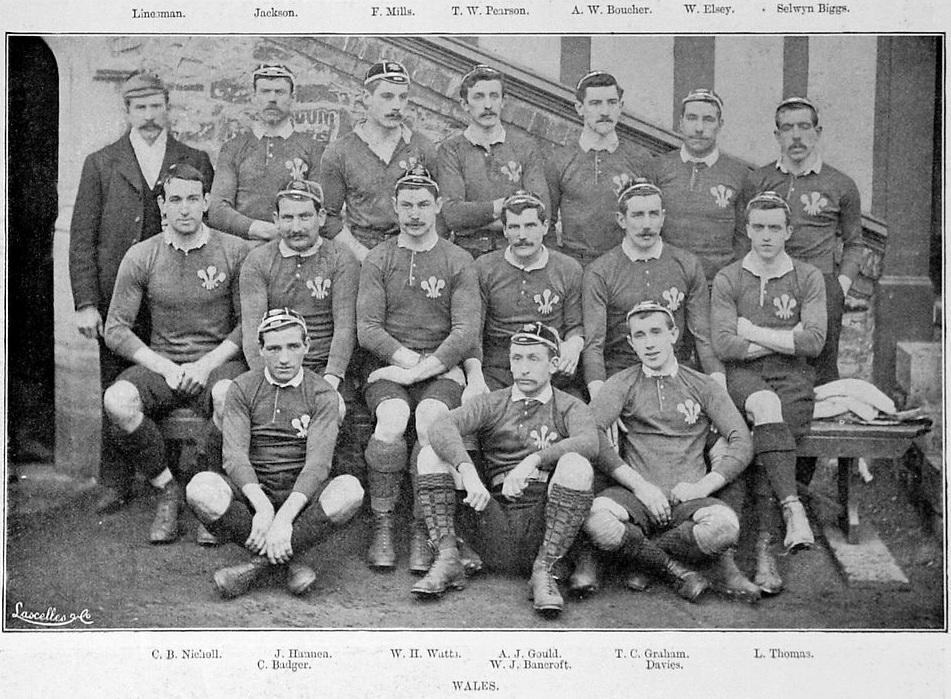
L'équipe du pays de Galles de 1895 contre l'Angleterre. Badger est assis au premier rang à l'extrême gauche.

Badger s'est fait connaître en jouant pour Llanelli. Il fait partie de l'équipe qui remporte le South Wales Challenge Cup lors de la saison 1893-1894 sous le capitanat de Ben James. Alors qu'il évolue à Llanelli, Badger honore sa première cape internationale quand il est retenu pour disputer le tournoi britannique en 1895 pour le match d'ouverture face à l'équipe d'Angleterre. Sous le capitanat de la légende galloise Arthur Gould, le pays de Galles perd le match 6-14, en partie du fait de la domination des avants anglais. Même si l'équipe galloise est défaite, Badger est de nouveau sélectionné lors du match suivant. La confrontation avec l'Écosse est plus disputée, mais le pays de Galles perd encore (4-5). Le dernier match du tournoi se joue au Cardiff Arms Park contre l'Irlande et le pays de Galles l'emporte 5-3 avec une transformation de Billy Bancroft sur un essai de Thomas Pearson. Owen Badger dispute les trois matchs associé au centre des lignes arrières à Arthur Gould.
Badger est retenu pour disputer le tournoi britannique en 1896 pour le match d'ouverture face à l'équipe d'Angleterre. Badger se fracture la clavicule et quitte ses coéquipiers dans le premier quart d'heure, les laissant terminer le match à quatorze,. Les Gallois réduits à 14 encaissent sept essais. Badger est remplacé pour le match suivant par Gwyn Nicholls, il n'a plus l'occasion de connaître de nouvelle cape.
Badger change de code pour jouer au rugby professionnel, le rugby à XIII en 1897. Ses honoraires pour le transfert à Swinton sont de 75 livres sterling, avec un salaire de 2 livres, 10 shillings par semaine. La famille de Badger reste au pays de Galles alors qu'il évolue à Manchester, ville où joue le club de Swinton. Ce détail va être dommageable au club, quand Badger s'absente pour aller voir ses enfants malades au pays de Galles. Le club est forfait et perd deux points. À son retour, le club omet de faire les démarches administratives nécessaires et le club est pénalisé.
Badger meurt en 1939.

## Statistiques en équipe nationale
Owen Badger dispute quatre matchs avec l'équipe du pays de Galles. 
| Année | Compétition         | Matchs | Points | Essais |
| 1895  | Tournoi britannique | 3      | -      | -      |
| 1896  | Tournoi britannique | 1      | -      | -      |
| Total | Total               | 4      | -      | -      |